# Ernst Alfred Thalmann
Pour les articles homonymes, voir Thalmann.
Ne pas confondre avec Ernst Thälmann, homme politique allemand.
Ernst Alfred Thalmann, né le 8 avril 1881 à Bâle et mort le 23 septembre 1938 dans la même ville, est un avocat, une personnalité politique et un footballeur international suisse.

## Biographie
Ernst Alfred Thalmann étudie le droit dans les universités de Bâle, Berlin et Paris. Il obtient son doctorat en 1902. Il travaille comme avocat spécialisé dans le droit industriel. Il a siégé dans les conseils d'administration de Ciba, Weyer Bank, Lederimport AG, Rheinische Reinsurance et Tabakcompagnie AG, entre autres, et il est membre de la Chambre du Commerce de Bâle.
Sur le plan politique, il milite au PRD (Parti radical-démocratique). De 1911 à 1937, il est député cantonal de Bâle-Ville. De 1928 à 1935, il représente ce canton au Conseil des États.
À partir de 1929, il est recteur de l'Université de Bâle.
Collectionneur d'art, membre de la commission du musée des beaux-arts de Bâle. Administrateur de Ciba, de la banque Wever, de Lederimport AG (importation de cuirs), de  (réassurance) et de la firme Tabakcompagnie AG, entre autres.
Administrateur de nombreuses entreprises (parmi lesquelles Ciba, la banque Weber ou la société de réassurance Rheinische Rückversicherung), il est aussi un collectionneur d'œuvres d'art et commissaire du musée d'art de Bâle.

### Football
Pendant sa jeunesse Ernst Alfred Thalmann est un des pionniers du football en Suisse. Il joue au FC Bâle au poste de défenseur et de milieu de terrain, puis au FC Barcelone de 1908 à 1910, club fondé et présidé par son compatriote Hans Gamper. Avec Barcelone, il remporte à deux reprises le championnat de Catalogne.
Il joue un match avec l'équipe de Suisse. Il s'agit d'une rencontre amicale contre l'Allemagne disputée le 5 mai 1912 à Saint-Gall (défaite 1-2).
Il préside aussi le FC Bâle pendant douze ans sur cinq périodes distinctes (1900–1901, 1902, 1903–1907, 1908–1913 et 1914–1915).